# Luiz Gaudie Ley
Luiz Gaudie Ley (Cuiabá, 24 de fevereiro de 1832 – Rio de Janeiro, 22 de agosto de 1894) foi um médico brasileiro.
Filho de André Gaudie Ley.
Foi eleito membro da Academia Nacional de Medicina em 1859. na página oficial da <Academia Nacional de Medicina/ref>